# Karyn von Ostholt

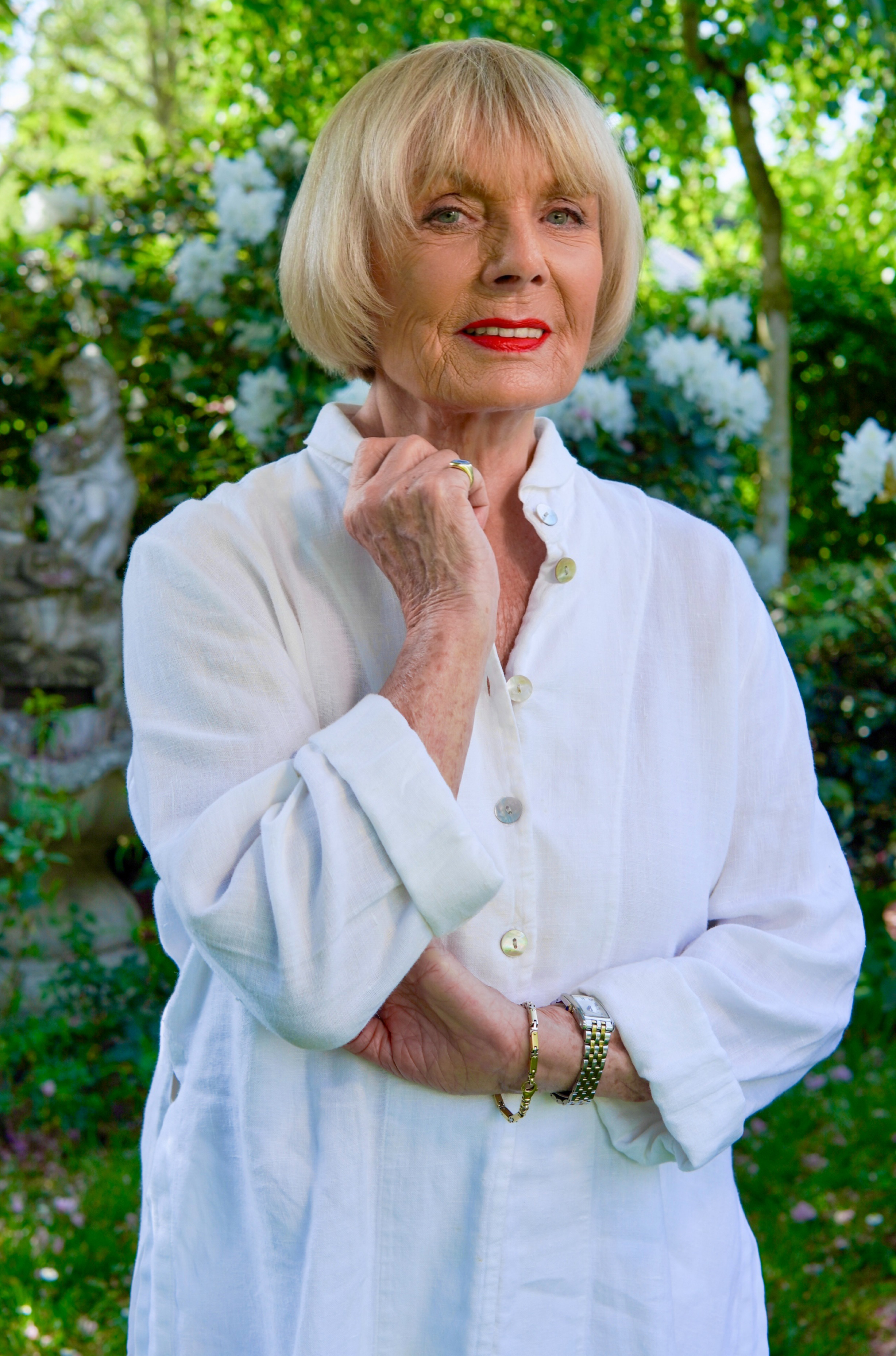
Karyn von Ostholt (2025)

Karyn Maria von Ostholt-Haas (bekannt als Karyn von Ostholt; * 15. Oktober 1938 in Barth) ist eine deutsche Schauspielerin, Synchronsprecherin, Autorin und Künstlerin.

## Leben
Karyn von Ostholt absolvierte ihre Schauspielausbildung an der Max-Reinhardt-Schule in Berlin. Anschließend war sie festes Ensemblemitglied an Theatern wie dem Landestheater Basel, Landestheater Coburg, Schauspielhaus Bochum, Stadttheater Bern, Staatstheater Wiesbaden und Staatstheater Kassel.
Seit Ende der 1950er Jahre wirkte sie in Film- und Fernsehproduktionen mit, war als Sprecherin in zahlreichen Hörspielen tätig und arbeitete als Synchronsprecherin. Zudem verfasste sie Gedichte und Kurztexte und betätigt sich als bildende Künstlerin.
Karyn von Ostholt ist Mutter von Zwillingen, darunter Mathias Fischedick.

## Theater (Auswahl)
- Der Nerz – Landestheater Basel – Marie Paule II.[1]
- King Lear – Schauspielhaus Bochum – Cordelia[1]
- Die Schule von Uznach – Schauspielhaus Bochum[1]
- Die heilige Johanna – Stadttheater Bern – Johanna[1]
- Ein idealer Gatte – Komödie im Marquardt Stuttgart – Lady Cil[1]
- Herbstzeitlose – Komödie am Kurfürstendamm Berlin – Mimi[1]
- Da wird Daddy staunen – Komödie Max II München – Helen Ashley[1]
- My Fair Lady – Nationaltheater Mannheim – Mrs. Higgins[1]

## Filmografie (Auswahl)
- 1958: Schwarze Nylons – Heiße Nächte – Inge[3]
- 1960: Der Jugendrichter
- 1973: Wenn Annemarie ins Wasser geht
- 1984: Is was, Kanzler?
- 1995–1996: Jede Menge Leben – Gisela Wischnewski
- 1998: Die Bubi-Scholz-Story
- 2003–2004: Verbotene Liebe – Konstanze de Maron
- 2005–2006: Sturm der Liebe – Inge Klinker-Emden
- 2010: Tatort: Kaltes Herz – Großmutter
- 2014: Tatort: Der Fall Reinhardt – Patrizia Großkreutz
- 2014: Honig im Kopf – Gastrolle
- 2015: Tatort: Dicker als Wasser – Elisabeth Förg
- 2018: Pastewka (Fernsehserie)
- 2018: In aller Freundschaft – Tina Gerling
- 2019: Heldt – Ältere Dame

## Hörspiele (Auswahl)
- 1978: Fröhliche Weihnachten (BR) – Marjorie Slater[4]
- 1978: Gestatten, mein Name ist Cox – Eben war die Leiche doch noch da! (BR) – Vera Kraczyk[5]
- 1967: Nachtwache (DRS)
- 1978: Selbstjustiz (BR) – Nicole Carmaux
- seit 2019: Geisterjäger John Sinclair – Lady Sarah Goldwyn[6]

## Synchronisation (Auswahl)
- Peppa Pig – Oma Wutz[7]
- Breakup – Tippi Hedren
- Die Straßen von San Francisco – Patricia Crowley
- Dragon Ball – Uranai Baba
- Mr. Morgans letzte Liebe – Jane Alexander
- A Christmas Horror Story – Corinne Conley (Tante Edda)
- Der kleine Medicus – Oma Rosa

## Kunst und Ausstellungen
Karyn von Ostholt ist als Malerin und Bildhauerin tätig. Ihre Werke verarbeiten oft Treibholz und Meeresmotive.
Ausstellungen (Auswahl):
- 2016: Ansichtssache – Kunstforum '99 im Caritas-Haus Meckenheim[9]
- 2018: Gedankensplitter zwischen Portraits und Meeresrauschen – Meckenheim
- 2023–2024: Treibholz und Meeresrauschen – Vineta-Museum Barth
- 2024: Treibholz und Meeresrauschen – Stadtmuseum Meckenheim
- 2025: Wo ich gehe – du! – Fronhof Meckenheim